# 460
Năm 460 là một năm trong lịch Julius.